# Mark Phillips
Mark Antony Peter Phillips (ur. 22 września 1948 w Tetbury) – brytyjski jeździec sportowy, były mąż księżniczki Anny, wojskowy w stanie spoczynku (kapitan).
Na Igrzyskach Olimpijskich w Monachium w 1972 zdobył złoty medal w drużynowym wszechstronnym konkursie konia wierzchowego, na Igrzyskach Olimpijskich w Seulu w 1988 zdobył srebro w tej samej konkurencji. W 1973 poślubił córkę królowej Elżbiety II księżniczkę Annę. Mają dwoje dzieci: Petera i Zarę. W 1992 rozwiedli się.
W 1997 ponownie ożenił się z amerykańską olimpijką w jeździectwie Sandy Pflueger. Mają córkę Stephanie (ur. 2 października 1997).